# GAC-Fiat Yuejie
GAC-Fiat Yuejie – hybrydowy samochód osobowy typu SUV klasy kompaktowej wyprodukowany przez chińsko-amerykańsko-włoskie joint venture GAC FCA w 2017 roku.

## Historia i opis modelu
W pierwszej połowie 2017 roku chiński koncern GAC Group podjął się nietypowej wymiany własnej technologii ze swoimi zagranicznymi partnerami działającymi w ramach odrębnych spółek typu joint venture. Oprócz Hondy, Mitsubishi i Toyoty, także i Fiat poprzez spółkę GAC FCA podjął się wzbogacenia swojej lokalnej chińskiej gamy o hybrydowy, bliźniaczy model GAC w celu sprostania chińskim wymogom oferowania minimalnej liczby zelektryfikowanych samochodów. 
Podobnie jak japońscy partnerzy GAC, tak i model GAC-Fiat Yuejie powstał jako pozbawiona głębszych modyfikacji bliźniacza wersja hybrydowej wersji GAC Trumpchi GS4. Zakres zmian pozostał przy tym najmniejszy, nie wykraczając poza inne wypełnienie osłony chłodnicy i nie obejmując ani innych elementów wyglądu, ani logotypów -  zachowując oznaczenia chińskiego GAC.

### Sprzedaż
W przeciwieństwie do GAC-Mitsubishi Eupheme PHEV i GAC-Toyota ix4, GAC-Fiat Yuejie nie trafił do sprzedaży i nie wykroczył poza fazę rejestracji w chińskim urzędzie patentowym. To fotografie z tego organu pozwoliły udokumentować powstanie tego pojazdu.

### Dane techniczne
GAC-Fiat Yuejie zachował napęd macierzystego GAC w formie hybrydowego zespołu typu plug-in. Połączył on benzynowy silnik o mocy 177 KM i pojemności 1,5 litra z 96-konnym silnikiem elektrycznym, pracując w trybie Atkinsona. Samochód w trybie mieszanym miał przejechać do 600 kilometrów.